# U-18-Fußball-Europameisterschaft 2000
Die 16. U-18-Fußball-Europameisterschaft wurde in der Zeit vom 17. bis 24. Juli 2000 in Deutschland ausgetragen. Sieger wurde Frankreich durch einen 1:0-Sieg über die Ukraine. Deutschland wurde Dritter, Titelverteidiger Portugal konnte sich wie Österreich und die Schweiz nicht qualifizieren. 

## Modus
Die acht qualifizierten Mannschaften werden auf zwei Gruppen zu je vier Mannschaften aufgeteilt. Innerhalb der Gruppen spielt jede Mannschaft einmal gegen jede andere. Die beiden Gruppensieger erreichen das Finale während die Gruppenzweiten um den dritten Platz spielen. Neben den Halbfinalisten qualifizieren sich die Gruppendritten für die Junioren-Fußballweltmeisterschaft 2001.

## Teilnehmer
Am Turnier nahmen folgende Mannschaften teil:
| - Deutschland (Ausrichter) - Finnland - Frankreich - Kroatien | - Niederlande - Russland - Tschechien - Ukraine |

## Austragungsorte
Gespielt wurde in den Städten Aichach, Ansbach, Augsburg, Donauwörth, Forst, Gundelfingen, Heilbronn, Ludwigsburg, Mannheim, Nördlingen, Nürnberg, Schwäbisch Gmünd, Sinsheim und Stuttgart.
| Ludwigsburg |

| Stuttgart |

| Heilbronn |

| Sinsheim |

| Augsburg |

| Aichach |

| Donauwörth |

| Mannheim |

| Forst |

| Nördlingen |

| Nürnberg |

| Schw. Gmünd |

| Gundelfingen |

| Ansbach |

| Ludwigsburg |

| Stuttgart |

| Heilbronn |

| Sinsheim |

| Augsburg |

| Aichach |

| Donauwörth |

| Mannheim |

| Forst |

| Nördlingen |

| Nürnberg |

| Schw. Gmünd |

| Gundelfingen |

| Ansbach |

## Vorrunde

### Gruppe A
| Pl. | Land        | Sp. | S | U | N | Tore    | Diff. | Punkte |
| --- | ----------- | --- | - | - | - | ------- | ----- | ------ |
| 1.  | Ukraine     | 3   | 2 | 1 | 0 | 003:100 | +2    | 07     |
| 2.  | Deutschland | 3   | 2 | 0 | 1 | 006:300 | +3    | 06     |
| 3.  | Niederlande | 3   | 1 | 1 | 1 | 003:300 | ±0    | 04     |
| 4.  | Kroatien    | 3   | 0 | 0 | 3 | 003:800 | −5    | 0      |

|                              |   |             |     |
| 17. Juli 2000 in Mannheim    |   |             |     |
| Deutschland                  | – | Ukraine     | 0:1 |
| 17. Juli 2000 in Ludwigsburg |   |             |     |
| Niederlande                  | – | Kroatien    | 3:0 |
| 19. Juli 2000 in Heilbronn   |   |             |     |
| Deutschland                  | – | Niederlande | 3:0 |
| 19. Juli 2000 in Forst       |   |             |     |
| Ukraine                      | – | Kroatien    | 2:1 |
| 21. Juli 2000 in Stuttgart   |   |             |     |
| Kroatien                     | – | Deutschland | 2:3 |
| 21. Juli 2000 in Sinsheim    |   |             |     |
| Niederlande                  | – | Ukraine     | 0:0 |

### Gruppe B
Tschechien ist aufgrund des direkten Vergleiches Gruppenzweiter.
| Pl. | Land       | Sp. | S | U | N | Tore    | Diff. | Punkte |
| --- | ---------- | --- | - | - | - | ------- | ----- | ------ |
| 1.  | Frankreich | 3   | 2 | 0 | 1 | 004:200 | +2    | 06     |
| 2.  | Tschechien | 3   | 1 | 1 | 1 | 004:400 | ±0    | 04     |
| 3.  | Finnland   | 3   | 1 | 1 | 1 | 005:500 | ±0    | 04     |
| 4.  | Russland   | 3   | 0 | 2 | 1 | 002:400 | −2    | 02     |

|                                   |   |            |     |
| 17. Juli 2000 in Augsburg         |   |            |     |
| Tschechien                        | – | Russland   | 1:1 |
| 17. Juli 2000 in Ansbach          |   |            |     |
| Frankreich                        | – | Finnland   | 1:2 |
| 19. Juli 2000 in Donauwörth       |   |            |     |
| Tschechien                        | – | Frankreich | 0:1 |
| 19. Juli 2000 in Schwäbisch Gmünd |   |            |     |
| Russland                          | – | Finnland   | 1:1 |
| 21. Juli 2000 in Nördlingen       |   |            |     |
| Finnland                          | – | Tschechien | 2:3 |
| 21. Juli 2000 in Gundelfingen     |   |            |     |
| Russland                          | – | Frankreich | 0:2 |

## Finalrunde

### Spiel um Platz drei
|                          |   |            |     |
| 23. Juli 2000 in Aichach |   |            |     |
| Deutschland              | – | Tschechien | 3:1 |

### Finale
|                           |   |         |     |
| 24. Juli 2000 in Nürnberg |   |         |     |
| Frankreich                | – | Ukraine | 1:0 |

## Entscheidungen
Frankreich wurde zum dritten Mal U-18-Fußball-Europameister. Neben Frankreich qualifizierten sich Deutschland, Finnland, die Niederlande, Tschechien und die Ukraine für die Junioren-Fußballweltmeisterschaft 2001.